# 入党誓词 (中国共产党)

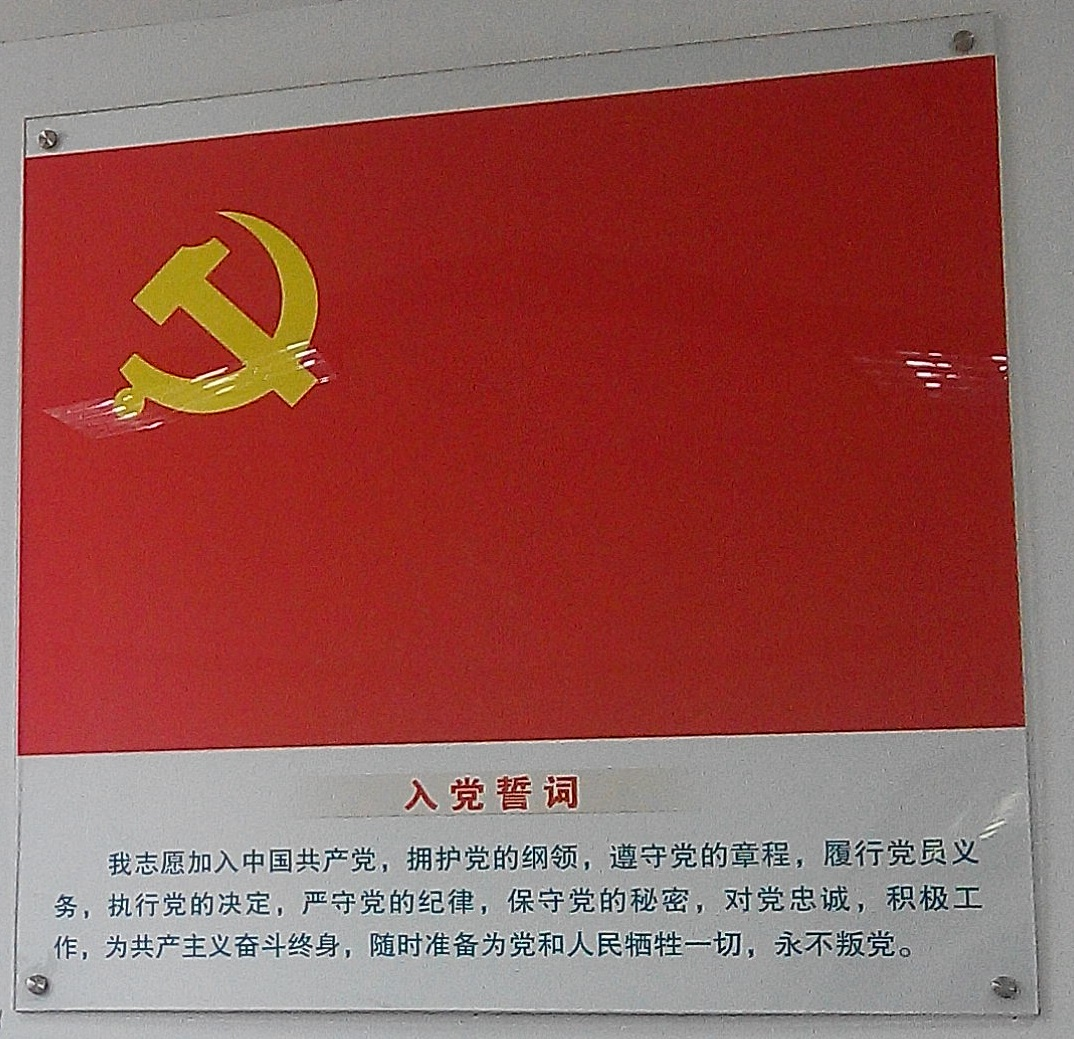
入黨誓詞（現用）

入党誓词是每一名中国共产党预备党员面对党旗进行入党宣誓时所宣读的誓词，是表明决心加入中国共产党的一种表现。其内容在不同时期有所不同，但大体上是一致的。
1982年9月，入党誓词在中共十二大被写入党章，形成定式。

## 历代誓词
红军时期
严守秘密，服从纪律，牺牲个人，阶级斗争，努力革命，永不叛党。
抗日战争时期
我志愿加入中国共产党，坚持执行党的纪律，不怕困难，不怕牺牲，为共产主义事业奋斗到底。
第二次国共内战时期
我志愿加入中国共产党，作如下宣誓：一、终身为共产主义事业奋斗。二、党的利益高于一切。三、遵守党的纪律。四、不怕困难，永远为党工作。五、要做群众的模范。六、要保守党的秘密。七、对党有信心。八、百折不挠永不叛党。
建国初期
我志愿加入中国共产党，承认党纲党章，执行党的决议，遵守党的纪律，保守党的秘密，随时准备牺牲个人的一切，为全人类彻底解放奋斗终身。
十二大以后至今
我志愿加入中国共产党，拥护党的纲领，遵守党的章程，履行党员义务，执行党的决定，严守党的纪律，保守党的秘密，对党忠诚，积极工作，为共产主义奋斗终身，随时准备为党和人民牺牲一切，永不叛党。

## 外部連結
- 中国共产党章程（页面存档备份，存于）